# Спортски клубови Републике Српске
Спортски клубови Републике Српске:

## Фудбал
Премијер лига Босне и Херецеговине 2016/17.
- ФК Радник Бијељина
- ФК Крупа

Прва лига Републике Српске 2016/17.
- ФК Борац Шамац
- ФК Борац Бања Лука
- ФК Рудар Приједор
- ФК Звијезда Бргуле
- ФК Козара Градишка
- ФК Текстилац Дервента
- ФК Слога Добој
- ФК Славија Источно Сарајево
- ФК Слобода Мркоњић Град
- ФК Подриње Јања
- ФК Сутјеска Фоча
- ФК Дрина Зворник

Премијер лига Босне и Херецеговине за жене 2016/17.
- ЖФК Локомотива Брчко
- ЖФК Бања Лука
- ЖФК Радник Бумеранг Бијељина
- ЖФК Модрича
- ЖФК Младост Пољавнице

Прва лига Републике Српске за жене 2016/17.
- ЖФК Слога Какмуж
- ЖФК Челик Добој
- ЖФК Центар Брчко
- ЖФК Младост Рогатица
- ЖФК Дрина Зворник
- ЖФК Соколац

## Кошарка
АБА лига 2016/17.
- КК Игокеа

Првенство Босне и Херецеговине 2016/17.
- КК Леотар Свислајон Требиње
- КК Грађански Бијељина
- КК Младост Мркоњић Град

Прва лига Републике Српске 2016/17.
- КК Радник БН Баскет Бијељина
- КК Сутјеска Фоча
- КК Приједор
- КК Соколац
- КК Рогатица
- КК Студент Бања Лука
- КК Славија 1996. Источно Сарајево
- КК Варда ХЕ Вишеград
- КК Борац Бања Лука
- КК ХЕО Билећа
- КК Рудар 2015. Угљевик
- КК Козара Градишка
- КК Братунац
- КК Теслић

Првенство Босне и Херецеговине за жене 2016/17.
- ЖКК Орлови Бања Лука
- ЖКК Слобода Нови Град
- ЖКК Млади Крајишник Бања Лука
- ЖКК Брчанка Брчко
- ЖКК Рудар Спорт Угљевик

Прва лига Републике Српске за жене 2016/17.
- ЖКК Игман Источна Илиџа
- ЖКК Требиње 03
- ЖКК Козара Градишка
- ЖКК Младост Баскет Уна Приједор

## Одбојка
Премијер лига Босне и Херецеговине 2016/17.
- ОК Младост Брчко
- ОК Радник Бијељина
- ОК Гацко
- ОК Јединство Брчко
- ОК Маглић Фоча
- ОК Борац м:тел Бања Лука

Прва лига Републике Српске 2016/17.
- ОК Модрича Оптима
- ОК Љубиње
- ОК Градишка
- ОК Јахорина Пале
- ОК Дрина Зворник
- ОК Темпо Ражљево
- ОК Црвена звијезда Обудовац
- ОК Мајевица Лопаре

Премијер лига Босне и Херецеговине за жене 2016/17.
- ЖОК Бимал-Јединство Брчко
- ЖОК Гацко
- ЖОК БЛ Волеј Бања Лука
- ЖОК Модрича
- ЖОК ХЕ на Дрини Вишеград
- ЖОК Радник Бијељина
- ЖОК Дервента

Прва лига Републике Српске за жене 2016/17.
- ЖОК Јахорина Пале
- ЖОК Маглић Фоча
- ЖОК Славија Источно Сарајево
- ЖОК Црвена звијезда Обудовац
- ЖОК Херцеговац Билећа
- ЖОК Гласинац Соколац
- ЖОК Љубиње Банком
- ЖОК Стакорина Чајниче

## Рукомет
Премијер лига Босне и Херецеговине 2016/17.
- РК Борац Бања Лука
- РК Дервента
- РК Слога Добој
- РК Приједор

Прва лига Републике Српске 2016/17.
- РК Славија Источно Сарајево
- РК Леотар Требиње
- РК Козара Млијекопродукт Козарска Дубица
- РК Дрина Зворник
- ОРК Борац Бања Лука
- РК Котор Варош
- РК Локомотива Брчко
- РК Бијељина
- РК Младост Бања Лука
- РК Лакташи

Премијер лига Босне и Херецеговине за жене 2016/17.
- ЖРК Мира Приједор

Прва лига Републике Српске за жене 2016/17.
- ЖРК Дубица Козарска Дубица
- ЖРК Кнежопољка Козарска Дубица
- ЖРК Радник Бијељина
- ЖРК Борја Теслић
- ЖРК Јединство Брчко
- ЖРК Добој
- ЖРК Нестро група Брод
- ЖРК Лакташи
- ЖРК Рогатица
- ЖРК Борац Бања Лука

## Ватерполо
Прва Б лига Србије - група север 2016/17.
- ВК Бања Лука